# Cantó de Noailles
El cantó de Noailles és un cantó francès del departament de l'Oise, situat al districte de Beauvais. Té 20 municipis i el cap és Noailles.

## Municipis
- Abbecourt
- Berthecourt
- Cauvigny
- Le Coudray-sur-Thelle
- Le Déluge
- Hermes
- Hodenc-l'Évêque
- Laboissière-en-Thelle
- Lachapelle-Saint-Pierre
- Montreuil-sur-Thérain
- Mortefontaine-en-Thelle
- Mouchy-le-Châtel
- La Neuville-d'Aumont
- Noailles
- Novillers
- Ponchon
- Sainte-Geneviève
- Saint-Sulpice
- Silly-Tillard
- Villers-Saint-Sépulcre
- Warluis

## Història
| Data d'elecció                           | Identitat            | Partit                                    | Qualitat |
| ---------------------------------------- | -------------------- | ----------------------------------------- | -------- |
| 1945-1949                                | M. Trouvé            | PCF                                       |          |
| 1949-1979                                | M. Bonal             | RPF, després RS, després UDR, després RPR |          |
| 1979-                                    | Jean-François Mancel | RPR, després divers droite, després UMP   |          |
| les dades anteriors no són pas conegudes |                      |                                           |          |
|                                          |                      |                                           |          |

## Demografia
| A partir de 1990: Població sense dobles comptes |